# Kyrie Irving
Kyrie Andrew Irving (født 23. marts 1992) er en australsk/amerikansk basketballspiller, som spiller point guard for Dallas Mavericks i National Basketball Association (NBA). Irving blev valgt som den første i NBA Draften i 2011, foran bl.a. Kemba Walker, Kawhi Leonard og Iman Shumpert. Han etablerede sig hurtigt som en stjerne på et af NBA's mindre succesfulde hold. Cavaliers mistede den tidligere MVP LeBron James året før, Irving kom til klubben. Kyrie Irving blev valgt som Rookie of the year i sin første sæson og kom på All-star-holdet i sin anden sæson. Han vandt desuden NBA 3 Point Contest i 2013, hvor man kårer ligaens bedste 3-point-skytter, og han blev kåret som MVP i Allstar-kampen i 2014. Han kæmpede i dette års sæson meget med skader i knæet, og blev sidst på sæsonen opereret mod det. Det betød at han, sammen med Gordon Hayward, var den anden stjerne på Boston Celtics holdet som skulle holdes ude af rotationen.

## Landshold
Kyrie Irving er født i Australien, men flyttede som 2-årig til USA, så han havde muligheden for at spille for begge landshold. Landstræner Mike Krzyzewski udtog Irving til det amerikanske landshold, og Irving var med til at spille VM i 2014 samt OL i 2016 for USA. 